# Manushi Chhillar
Manushi Chhillar (14 de maio de 1997, Rohtak, Haryana, Índia) é uma modelo e atriz que venceu o Miss Mundo 2017. À época em que venceu, ela também era estudante de Medicina.
Ela foi a sexta indiana a vencer este concurso, tendo sido precedida por Reita Faria (1966), Aishwarya Rai (1994), Diana Hayden (1997), Yukta Mookhey (1999) e Priyanka Chopra (2000).

## Biografia
Manushi estudou na St. Thomas' School, em Nova Deli, e à época em que participou dos concursos de beleza cursava Medicina na Bhagat Phool Singh Medical College, na cidade de Sonipat. Seus pais, Mitra Basu Chhillar e Neelam Chhillar, são ambos médicos e ela tem uma irmã, Dewangana, e um irmão.
Manushi é fluente em hindi e inglês, é dançarina de kuchipudi, uma dança tradicional indiana, e gosta de esportes radicais, como bungee jumping e voos de parapente, informa o portal Miss Mundo em sua biografia oficial.
Em novembro de 2021, o portal PinkVilla escreveu que ela era uma "modelo que virou atriz".

### Miss Índia 2017
Manushi representou seu estado natal, Haryana, no Femina Miss Índia 2017, concurso que ela venceu em junho de 2017, o que a credenciou a participar do concurso Miss Mundo.

### Miss Mundo 2017
Em dezembro de 2017, aos 20 anos de idade, em Sanya, na China, Manushi venceu o Miss Mundo ao derrotar outras 117 candidatas. Após vencer, segundo o portal do jornal espanhol ABC, ela disse: "obrigada a todos por seu constante amor e apoio. Isto vai para a Índia", dedicando sua vitória a seu país.
Durante a competição, ela havia sido uma uma das cinco vencedoras do projeto Beleza com Propósito, tendo sido a primeira Miss Mundo a vencer esta prova preliminar.

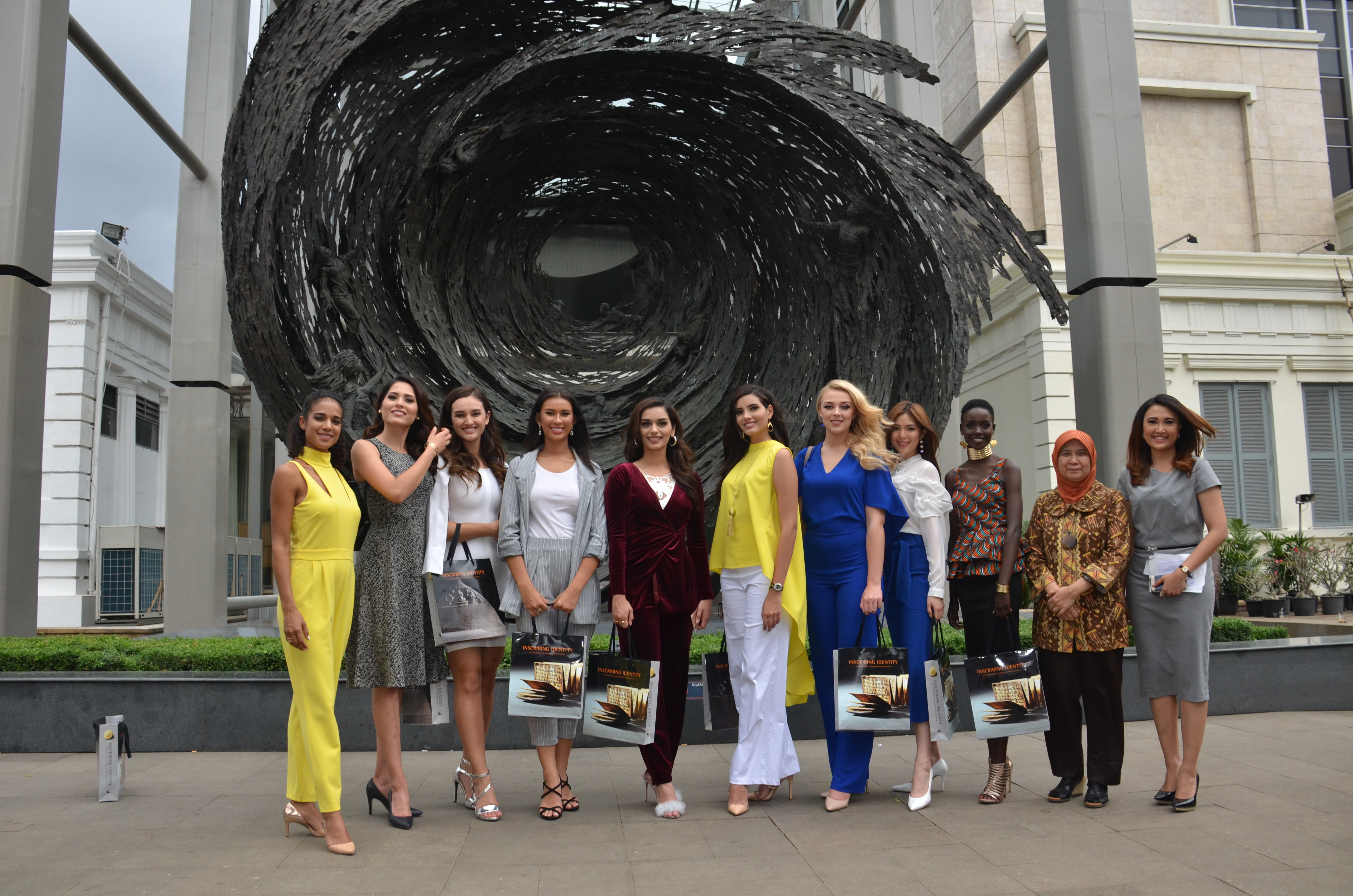
Manushi (de vermelho) e outras misses numa visita à Indonésia

#### Reinado
Como parte de seu trabalho, ela realizou atividades em torno de seu projeto social, sobre saúde menstrual  e visitou diversos países e cidades como Londres (Inglaterra), China, Ilhas Virgens Britânicas, Brasil, Índia e Indonésia.

## Vida após os concursos
Em junho de 2018, quando ainda era Miss Mundo, a imprensa noticiou que ela gostaria de ser atriz em Bollywook, carreira já seguida por algumas de suas antecessoras, como Aishwarya Rai e Priyanka Chopra. Seu primeiro filme, Prithviraj, previsto para ser lançado em janeiro de 2022, no entanto, acabou tendo a estreia prorrogada. 
Manushi também faz trabalhos como modelo e influenciadora digital.

### Controvérsia
Tendo se mudado para Mumbai depois de ser Miss Mundo, Manushi teria pedido transferência para uma faculdade de Medicina local. No entanto, ela teria inicialmente falhado nos exames em sua universidade inicial, tendo recebido autorização para transferência apesar disto, numa situação que a imprensa chamou de "controvérsia".
Não está claro em janeiro de 2022 se ela se formou em Medicina, mas provavelmente não.

### Filmografia
- Prithviraj (2022)[9]
- Comédia da YRF [ainda sem dados em janeiro de 2022][12]